# Italijanska kopenska vojska
Italijanska kopenska vojska (italijansko Esercito Italiano; kratica: EI) je kopenska komponenta Italijanskih oboroženih sil. Uradno je bila ustanovljena ob združitvi Italije leta 1861 kot Kraljeva italijanska kopenska vojska in je s prehodom države v republiko leta 1946 prevzela sedanje poimenovanje. Od leta 2005 sestavljajo vojsko le prostovoljci; leta 2010 je tako štela 108.355 pripadnikov.
Poveljstvo nad Italijansko kopensko vojsko izvaja Generalštab Italijanske kopenske vojske (Stato maggiore dell’Esercito italiano; SME), ki se nahaja v Rimu in katerega vodi načelnik Generalštaba Italijanske kopenske vojske (Capo di stato maggiore dell’Esercito italiano; CSME); ta položaj trenutno zaseda korpusni general Giuseppe Valotto.

## Struktura

### Operativna struktura
Trenutna
- Generalštab Italijanske kopenske vojske

- Poveljstvo operativnih zemeljskih sil (COMFOTER)

- NATO Rapid Deployable Corps – Italy (NRDC-IT)
- Poveljstvo alpinskih enot (COMALP)
- 1. poveljstvo obrambnih sil (COMFOD 1)
- 2. poveljstvo obrambnih sil (COMFOD 1)
- Komunikacijsko-informacijsko poveljstvo (CoTIE)
- Poveljstvo letalstva
- Zračnoobrambna italija
- Poljskoartilerijska brigada
- Inženirska brigada
- Logistična brigada

- Podporne generalštabne enote

- Brigada za usposabljanje
- Vojaška regija Sever
- Vojaška regija Jug

### Področja delovanja
Trenutna
- Generalštab Italijanske kopenske vojske
- Poveljstvo operativnih zemeljskih sil (COMFOTER)
- Vojaško poveljstvo prestolnice
- Logistično poveljstvo
- Poveljstvo za usposabljanje in strokovne šole
- Inšpektorat infrastrukture

### Teritorialna poveljstva
Trenutna
- Vojaško poveljstvo prestolnice
- Poveljstvo vojaške regije Sever
- Poveljstvo vojaške regije Jug
- Poveljstvo vojaške regije Toskana
- Avtonomno poveljstvo vojaške regije Sardinija

### Rodovi, specializacije in korpusi
Rodovi
- Rod pehote (Arma di Fanteria)
- Rod konjenice (Arma di Cavalleria)
- Rod artilerije (Arma di Artiglieria)
- Rod inženirstva (Arma di Genio)
- Rod komunikacij (Arma delle Trasmissioni)
- Rod transporta in oskrbe (Arma dei Trasporti e Materiali)

Specializacija
- Letalstvo (Specialità dell'Aviazione dell'Esercito)

Korpusi
- Komisariatski korpus (Corpo di Commissariato dell'Esercito)
- Korpus sanitete in veterine (Corpo di Sanità e Veterinaria dell'Esercito)
- Korpus inženircev (Corpo degli Ingegneri dell'Esercito)

Večrodovne enote
- Prostovoljni šolski polki (Reggimenti Addestramento Volontari)
- 7. polk jedrske, biološke in kemične obrambe (7° Reggimento NBC "Cremona")
- Multinational CIMIC Group
- 28. polk Pavia (28° Reggimento "Pavia")
- Rod komunikacij - Oddelki za telematiko in elektronsko bojevanje (Arma delle Trasmissioni - Reparti Telematici e Guerra Elettronica)

Pomožni
- Vojaški korpus kopenske vojske Suverenega vojaškega reda Malte (Corpo Militare dell'Esercito del Sovrano Militare Ordine di Malta; ACISMOM)